# Llanos del Caudillo
Llanos del Caudillo er en by og kommune i det sydlige centrale Spanien i provinsen Ciudad Real. Den har et indbyggertal på 657 (2024) indbyggere.